# Festival dalmatinskih klapa – Omiš 1981.
Festival dalmatinskih klapa Omiš 1981. bila je glazbena manifestacija klapskog pjevanja u Omišu u Hrvatskoj. Festival se održao 11. – 25. srpnja 1981. godine.
Poredak nakon večeri:

## Vanjske poveznice
- Službene stranice